# Jacob van Artevelde
Jacob van Artevelde anhörenⓘ (* um 1290 in Gent; † 17. Juli oder 24. Juli 1345 ebenda) war von 1340 bis 1345 faktisch Regent von Flandern. Sein Sohn Philipp van Artevelde war Anführer des Genter Aufstandes im Jahre 1382.

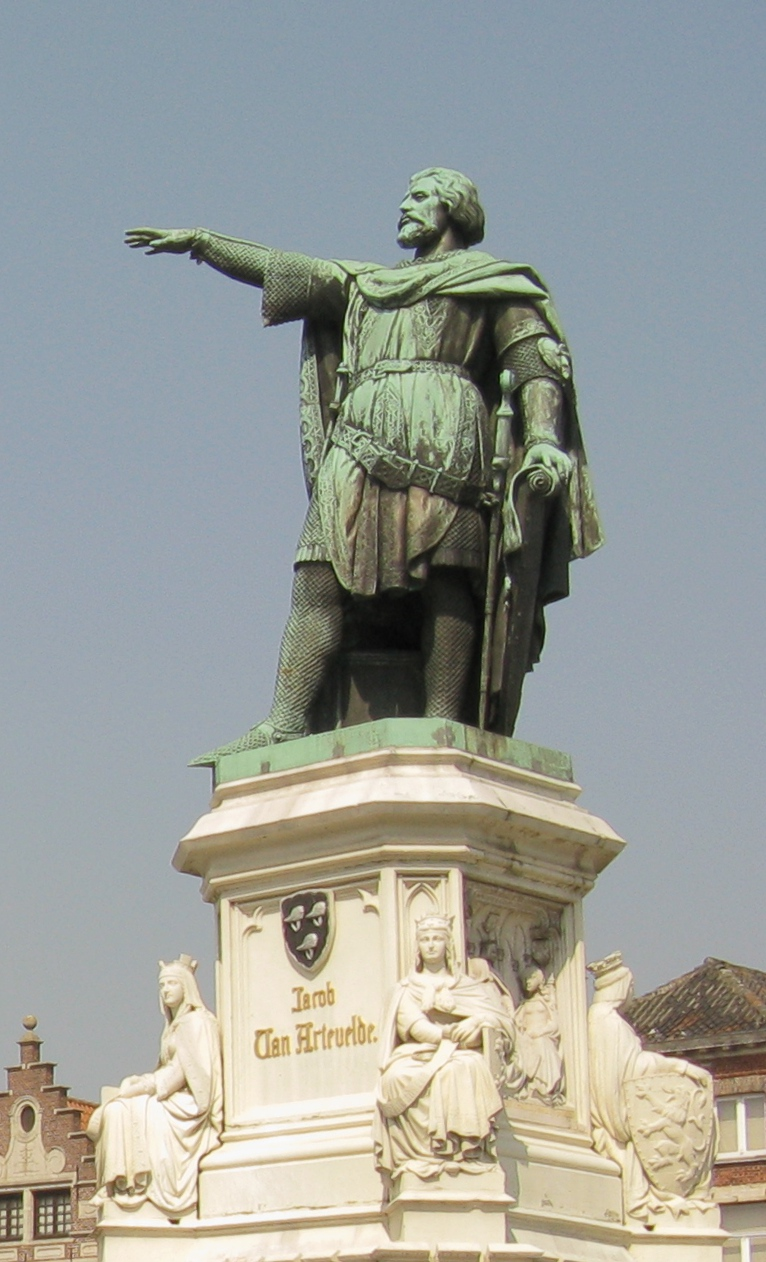
Jacob van Artevelde: Statue in Gent

## Leben
Über Arteveldes Jugend ist nichts bekannt. Er war der Sohn des angesehenen, reichen Tuchhändlers Johann van Artevelde und selbst ein wohlhabender Grundbesitzer. In den Jahren 1326 und 1327 wird für ihn eine Tätigkeit als Steuereinnehmer der den Webern von Gent auferlegten Abgaben verzeichnet. Selbst war er wohl kein Handwerker. Nach einer französischen Chronik ließ er sich bei der mächtigen Bierbrauerzunft einschreiben. In zweiter Ehe war er mit Katharina de Coster verheiratet, die aus einer einflussreichen Genter Familie stammte. Zwei seiner Kinder aus erster Ehe waren mit Adligen verheiratet. 
1337, zu Beginn des Hundertjährigen Krieges, trat Artevelde erstmals öffentlich in Erscheinung, als er den Gentern versprach, gegen die Unterdrückung des Grafen Ludwig I. von Flandern vorzugehen. Ludwig I. hatte durch seine Unterstützung des Anspruchs Philipps VI. auf den französischen Thron den Boykott der Ausfuhr englischer Wolle nach Flandern und der Einfuhr flämischer Tuche nach England heraufbeschworen, der katastrophale Auswirkungen auf die Wirtschaft seines Landes hatte. Am 3. Januar 1338 wählte das größte Kirchspiel Gents Artevelde zum ersten der fünf Hauptmänner (Hooftmannen) oder Kapitäne der Stadt. Zunächst verhandelte er mit Frankreich und England um Neutralität und Bestätigung von Handelsprivilegien. Es gelang ihm, auch Brügge und Ypern für dieses Anliegen zu gewinnen und einen Bund mit Johann III. von Brabant zu schließen. Von Ludwig forderten sie, sich nur flämische Berater zu wählen und gemeinsam mit den drei Städten zu regieren. 1339 floh Graf Ludwig jedoch nach Paris. Die drei Städte bildeten ab 1342 gemeinsam einen permanenten Landesausschuss unter Arteveldes Vorsitz, der damit faktisch die Regentschaft über Flandern übernahm.
Weil sich nach Ludwigs Flucht die Neutralität nun nicht länger halten ließ, bewog Artevelde die Flandern zum Anschluss an Eduard III. von England. Dieser zog Anfang 1340 in Gent ein und wurde dort als König von Frankreich und damit auch als Oberherr von Flandern anerkannt. Eduard III. bestätigte Flandern zahlreiche Privilegien für den Wollhandel und erhielt dafür militärische Unterstützung von Flandern, die ihm den Sieg in der Seeschlacht von Sluis am 24. Juni 1340 sicherte. Dass die englische Königin Philippa von Hennegau Taufpatin von Arteveldes jüngstem Sohn Philipp wurde, unterstreicht dessen hohes Ansehen beim englischen König. Doch die enge Verbindung mit England ließ Arteveldes Ansehen in Flandern sinken und provozierte blutige Auseinandersetzungen innerhalb Gents. Denn von den englischen Handelsprivilegien profitierten allein die Kaufleute der drei Städte, während Bauern und Adel unter den Auseinandersetzungen mit dem Grafen und Frankreich litten. Die fehlenden Getreideimporte aus der Picardie führten zu steigenden Preisen und damit zu Unzufriedenheit. Im Winter 1342/1343 konnte Artevelde eine Hungersnot nur durch persönliche Intervention bei Eduard III. abwenden, der Getreide aus England einführen ließ. Anfang 1343 klagte der Genter Kaufmann Jan van Steenbeke Artevelde förmlich an, seinen Eid gebrochen zu haben. Darüber kam es zu blutigen Auseinandersetzungen zwischen Arteveldes und Steenbekes Anhängern. Dank der Unterstützung seiner Anhänger in Brügge und Ypern gelang es Artevelde, seine Macht vorerst zu sichern und alle Parteien in der Stadt unter sich zu einen.
1345 kam es zu blutigen Auseinandersetzungen zwischen den Zünften der Weber und der Walker in Gent, die sich gegenseitig Übervorteilung vorwarfen. Artevelde sah sich gezwungen, für eine Gruppe Partei zu ergreifen und musste dabei in Kauf nehmen, dass die andere Partei Rückhalt bei Graf Ludwig suchte. In dieser Situation griff er wieder auf seine enge Beziehung zu Eduard III. zurück. Er traf sich am 13. Juli 1345 in Sluis mit dem englischen König. In Gent erhoben sich unterdessen Gerüchte, Artevelde wolle den englischen Kronprinzen Eduard an die Stelle des vertriebenen Grafen Ludwig setzen. Man argwöhnte gar, dass er mit einer Truppe englischer Bogenschützen nach Gent käme. Seine Anhänger, die Unruhen befürchteten, riefen ihn zurück. Doch kurz nach seiner Rückkehr wurde er am 17. (oder 24.) Juli 1345 ermordet. Dasselbe Schicksal traf etwa 70 seiner Freunde und Anhänger. Seine Familie wurde ausgewiesen und setzte sich nach England ab. Erst 1360 durften sie zurückkehren.
Sein Sohn Philipp van Artevelde trat im Dezember 1381 an die Spitze der Bürgerschaft von Gent, nachdem sich Brügge und Ypern dem Grafen Ludwig von Male wieder unterworfen hatten. Er ließ zwölf der Hauptanstifter des an seinem Vater verübten Mordes hinrichten, verwarf die von dem Grafen bei einer Zusammenkunft mit zwölf Abgeordneten der Bürgerschaft zu Harelbeke im Februar 1382 vereinbarten Friedensbedingungen, schlug am 3. Mai den Grafen vor Brügge, eroberte die Stadt und bewirkte, dass fast ganz Flandern sich ihm anschloss. Er fiel in der Schlacht bei Roosebeke gegen die Franzosen am 27. November 1382.

## Rezeption
In den nationalistischen Bestrebungen des 19. Jahrhunderts galt Artevelde als Freiheitsheld. Seine Geschichte ist mehrfach in Dramen (z. B. Otto Roquette) und Romanen (z. B. von Hendrik Conscience) bearbeitet worden. 1863 wurde ihm in Gent ein kolossales Erzstandbild (von Devigne-Guyo) errichtet, das den Demagogen im vollen Waffenschmuck, eine Rede an das Volk haltend, darstellt. Später im 19. Jahrhundert wurde van Artevelde zur Symbolfigur der flämischen Sozialisten, die in ihm ihren eigenen Kampf für die Rechte der Arbeiter wiedererkennen wollten.
Nach Jacob van Artevelde ist die 2000 gegründete katholische Arteveldehogeschool in Gent benannt.